# Ferrovia della Schynige Platte
La ferrovia della Schynige Platte (Schynige Platte-Bahn) è una linea ferroviaria turistica della Svizzera a cremagliera, a scartamento ridotto e a trazione elettrica che unisce la stazione di Wilderswil alla stazione ferroviaria capolinea della Schynige Platte. Ha carattere stagionale estivo.

## Storia

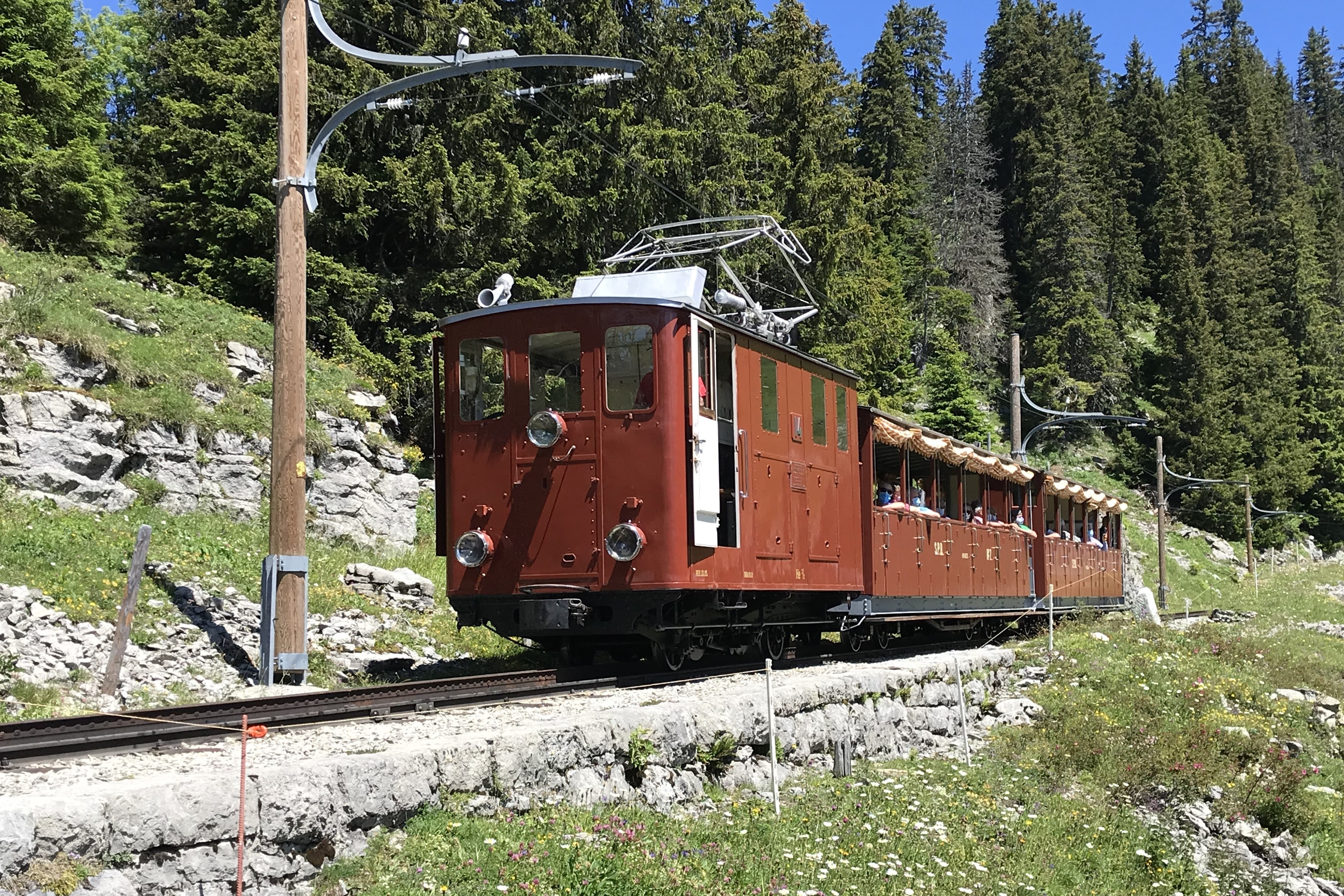
Motrice e carrozza

Nel 1887 l'Assemblea federale accordò la concessione per una ferrovia a scartamento ridotto tra Bönigen e la vetta della Schynige Platte; nel 1890 venne variata la concessione, portando il capolinea inferiore a Wilderswil e  si costituì la società Schynige Platte-Bahn-Gesellschaft (SPB), con sede a Berna, per la costruzione e l'esercizio della linea.
La piccola ferrovia, che ha molte caratteristiche di una ferrovia di montagna, venne inaugurata il 14 giugno del 1893; l'esercizio venne inizialmente affidato alla Thunersee-Bahn (TSB, concessionaria dell'omonima ferrovia), la quale lo affidò nel 1894 alla Compagnia del Giura-Sempione (JS). Il parco rotabili iniziale era costituito da quattro locomotive a vapore a cremagliera, quattro carrozze da 48 posti a sedere ognuna e due carri merce. Sin dall'inizio il parco rotabili e l'infrastruttura si dimostrarono insufficienti a soddisfare la domanda, tanto da portare la SPB in crisi già nel 1894 e a costringerla a vendere (con grosse perdite) la linea alle ferrovie dell'Oberland bernese (BOB), che rilevarono la concessione nel 1895; la SPB entrò in liquidazione. Sotto la gestione BOB entrarono in servizio due locomotive e tre carrozze addizionali; il 9 maggio 1914 la linea venne elettrificata, permettendo di ridurre i tempi di percorrenza.
La ferrovia fa oggi parte della Holding Jungfraubahn; il servizio, che si svolge dal 21 maggio al 25 ottobre di ogni anno, è svolto con l'impiego di locomotori risalenti all'elettrificazione della linea.

## Caratteristiche
La linea, a scartamento 800 mm, è lunga 7,3 km, interamente a cremagliera tipo Riggenbach. La linea è elettrificata in corrente continua 1500 V; il raggio minimo di curva è 60 metri, la pendenza massima è del 250 per mille. La velocità massima ammessa è 12 km/h. È interamente a binario unico.

### Percorso
| Continuation backward |

| Station on track | Head station |  |

| Continuation forward | Straight track |  |

| Non-passenger station/depot on track |

| Enter and exit tunnel |

| Enter and exit short tunnel |

| Unknown route-map component "eBST" |

| Station on track |

| Enter and exit tunnel |

| Enter and exit short tunnel |

| End station |

La linea parte dalla stazione di Wilderswil, comune alle ferrovie dell'Oberland bernese (a sua volta collegata alla rete delle Ferrovie Federali Svizzere ad Interlaken Ost). Di lì, con un percorso per la maggior parte in forte ascesa, la linea permette l'accesso dei turisti alla vetta della Schynige Platte a 1967 m s.l.m..

## Materiale rotabile
Locomotive
| N.    | Nome                    | Costruttore  | Data di costruzione | variazione d'uso | Immagini | |
| ----- | ----------------------- | ------------ | ------------------- | ---------------- | -------- | --- |
| 5     |                         | SLM          | 1894                |                  |          | Gruppo H2/3, 0-4-2T, a vapore.                                                                           |
| 11    | Wilderswil              | SLM / BBC    | 1914                |                  |          | |
| 12    | (Gsteigwiler)           | SLM/BBC      | 1914                |                  |          | |
| 13    | Matten                  | SLM/BBC      | 1914                |                  |          | |
| 14    | (Gündlischwand)         | SLM/BBC      | 1914                |                  |          | |
| 15    |                         | SLM / Alioth | 1910                | 1964-92-97       |          | ex WAB 55;1992 restituita a WAB per manovra a Lauterbrunnen; 1997 monumentata a Münchenstein come WAB 55 |
| 16    | Anemone                 | SLM / Alioth | 1910                | 1964-            |          | ex WAB 56                                                                                                |
| 17    |                         | SLM / Alioth | 1910                | 1964-96          |          | ex WAB 57;accantonata 1996                                                                               |
| 18    | (Krokus) Gündlischwand  | SLM/Alioth   | 1910                | 1964-            |          | ex WAB 58                                                                                                |
| 19    | Flühbluhme              | SLM/Alioth   | 1911                | 1964-            |          | ex WAB 59                                                                                                |
| 20    | (Edelweiss) Gsteigwiler | SLM/Alioth   | 1911                | 1970-            |          | ex WAB 60                                                                                                |
| 21 61 | Enzian                  | SLM/Alioth   | 1912                | 1970-81 1992     |          | ricostruzione 1992                                                                                       |
| 62    | Alpenrose               | SLM/Alioth   | 1912                | 1989-            |          | ricostruzione 1989                                                                                       |
| 63    | (Silberdistel)          | SLM/Alioth   | 1912                | 1996-            |          | ricostruzione 1996                                                                                       |